# Rudolf Frederik af Slesvig-Holsten-Sønderborg-Nordborg
Rudolf Frederik af Slesvig-Holsten-Sønderborg-Nordborg (27. september 1645 – 14. november 1688) var en af de mange afdelte sønderborgske hertuger. Han var søn af Hertug Frederik af Slesvig-Holsten-Sønderborg-Nordborg. Ved faderens død i 1658 arvede han sammen med sine brødre faderens lille hertugdømme omkring Nordborg på Als. Storebroderen Hans Bugislav overtog regeringen mod at bortpante sine godser til de yngre brødre og sørge for deres underhold. Men allerede i 1669 gik Hans Bugislav fallit, og Nordborg blev inddraget under kronen.

## Eksterne links
- Hans den Yngres efterkommere